# Laura Partenio
Laura Partenio (Venezia, 29 dicembre 1991) è una pallavolista italiana, schiacciatrice dell'Hermaea.

## Biografia
È figlia di Cesar e sorella di Pier Paolo Partenio, anch'essi pallavolisti.

## Carriera

### Club
La carriera di Laura Partenio inizia nel 2005, nelle giovanili della Pallavolo Macerata: la stagione successiva entra a far parte del Club Italia, dove resta per due annate, disputando la Serie B1. Nella stagione 2008-09 gioca sempre in Serie B1 vestendo la maglia dell'AICS Volley Forlì, mentre nell'annata successiva esordisce nella pallavolo professionistica, in Serie A2, nuovamente con il Club Italia.
Nell'annata 2010-11 viene ingaggiata dall'Universal Modena, in Serie A1, club per il quale gioca per due campionati, prima di passare, nella stagione 2012-13, alla Robur Tiboni Urbino, sempre nel massimo campionato. Per il campionato 2013-14 approda per la prima volta all'estero, nella Ligue A francese, vestendo la maglia del RC Cannes, con cui si aggiudica la Coppa di Francia e lo scudetto; nel campionato 2014-15 ritorna in Italia, all'AGIL di Novara, in Serie A1, vincendo la Coppa Italia, mentre in quello successivo difende i colori dell'Obiettivo Risarcimento di Villaverla. 
Per la stagione 2016-17 si accasa al Bergamo mentre in quella successiva è annunciata al River di Piacenza: tuttavia, poco prima dell'inizio del campionato, interrompe l'attività agonistica e rinuncia al contratto con le piacentine per maternità. Rientra in campo nel campionato 2018-19 con la Pro Victoria, sempre in massima divisione, con cui disputa la prima metà di campionato, concludendo invece l'annata al Filottrano dove approda alla fine di gennaio 2019 e resta una stagione e mezza.
Per l'annata 2020-21 si trasferisce al Casalmaggiore, dove nel novembre 2020 si infortuna, rimediando la rottura del legamento crociato anteriore, del menisco e del tessuto attorno al legamento collaterale mediale del ginocchio sinistro, venendo costretta a un intervento e un lungo stop. Nell'annata seguente torna a giocare in Francia, questa volta nel Venelles, sempre in Ligue A, ma già nella stagione 2022-23 fa ritorno nel massimo campionato italiano, ingaggiata dal Bergamo 1991.
Nell'annata 2023-24, dopo un primo periodo di assenza dai campi di gioco, viene ingaggiata a stagione in corso dall'Hermaea, in Serie A2.

### Nazionale
Viene convocate nelle nazionali giovanili italiane, aggiudicandosi la medaglia di bronzo al campionato europeo under 18 2007 e quella d'oro al campionato europeo under 19 2008.
Nel 2013 ottiene le prime convocazioni in nazionale maggiore, con la quale vince la medaglia d'oro ai XVI Giochi del Mediterraneo.

## Palmarès

### Club
- Campionato francese: 1

2013-14
- Coppa di Francia: 1

2013-14
- Coppa Italia: 1

2014-15

### Nazionale (competizioni minori)
- Campionato europeo under 18 2007
- Campionato europeo under 19 2008
- Giochi del Mediterraneo 2013

### Premi individuali
- 2008 - Campionato europeo under 19: Miglior schiacciatrice